# Saint-Bernard (Côte-d’Or)
Saint-Bernard település Franciaországban, Côte-d’Or megyében. Lakosainak száma 460 fő (2022. január 1.). Saint-Bernard Gilly-lès-Cîteaux, Épernay-sous-Gevrey, Flagey-Echézeaux és Villebichot községekkel határos.

## Népesség
A település népessége az elmúlt években az alábbi módon változott:
| Lakosok száma | 87   | 194  | 236  | 352  | 487  | 462  | 453  | 450  | 453  | 460  |
|               | 1968 | 1982 | 1990 | 2006 | 2013 | 2015 | 2017 | 2019 | 2020 | 2022 |